# Sistema de Reservas de la Barrera del Arrecife de Belice
El Sistema de Reservas de la Barrera del Arrecife de Belice es una serie de arrecifes de coral que se ubican a una distancia variable de la costa de Belice, unos 300 metros de la costa en el norte y a unos 40 kilómetros en el sur. Tiene una longitud aproximada de 300 kilómetros, y forma parte del Sistema Arrecifal Mesoamericano, el segundo sistema de arrecife de coral más grande en el mundo después de la Gran Barrera de Coral de Australia. Es el destino turístico más importante de Belice, atrayendo a la mitad de sus 260.000 visitantes, así mismo es vital para su industria pesquera.
Se calcula que empezó a formarse hace unos 500 millones de años antes de que existiera el hombre. Es uno de los arrecifes de coral más grandes del Mar Caribe y del planeta. Existe una fascinante formación llamada El Ojo, que no es más que un atolón coralino. Posee una gran diversidad de especies, entre ellas el tiburón coralino y el tiburón limón, así como especies de coral suave como el abanico marino, y duros como el coral cerebro. Entre los colores de los corales puede haber blancos, verdes, rosados, rojos, violetas, y hasta negros. También hay gran cantidad de peces de variados colores y así pueden confundirse con el arrecife de coral, por eso se dice que es el hábitat de una nutrida vida marina. Mide unos 350 kilómetros de largo y unos 25 kilómetros de las costas. Forma una resplandeciente línea blanca desde Cayo Ambergis, en el norte de Belice hasta Cayo Ranguana, al sur. Este gran arrecife coralino y en las costas el mar es muy tranquilo porque la barrera detiene las olas fuertes.
La combinación de los efectos de los huracanes y las aguas muy cálidas pueden tener un efecto devastador en los arrecifes, lo cual Belice ya ha experimentado con el Huracán Mitch (1998), ya que hubo una pérdida del 50% en la vida de los corales en 1997-1998, debido por la sedimentación y las lluvias huracanadas (Cesar et al, 2003).
Charles Darwin la describió como la barrera más importante de las Indias Orientales en 1842.

## La especie
El arrecife coralino de Belice es el hábitat de una gran variedad de plantas y de animales, es el ecosistema más diverso del mundo:
- 70 especies de coral duro.
- 36 especies de coral blando, con la especie Alcyonacea.
- 500 especie de peces.
- Cientos de especies de invertebrados.

Se estima que sólo se ha descubierto el 10% de todas las especies, por lo que todavía se debe de investigar el 90% restante.

## Protección ambiental

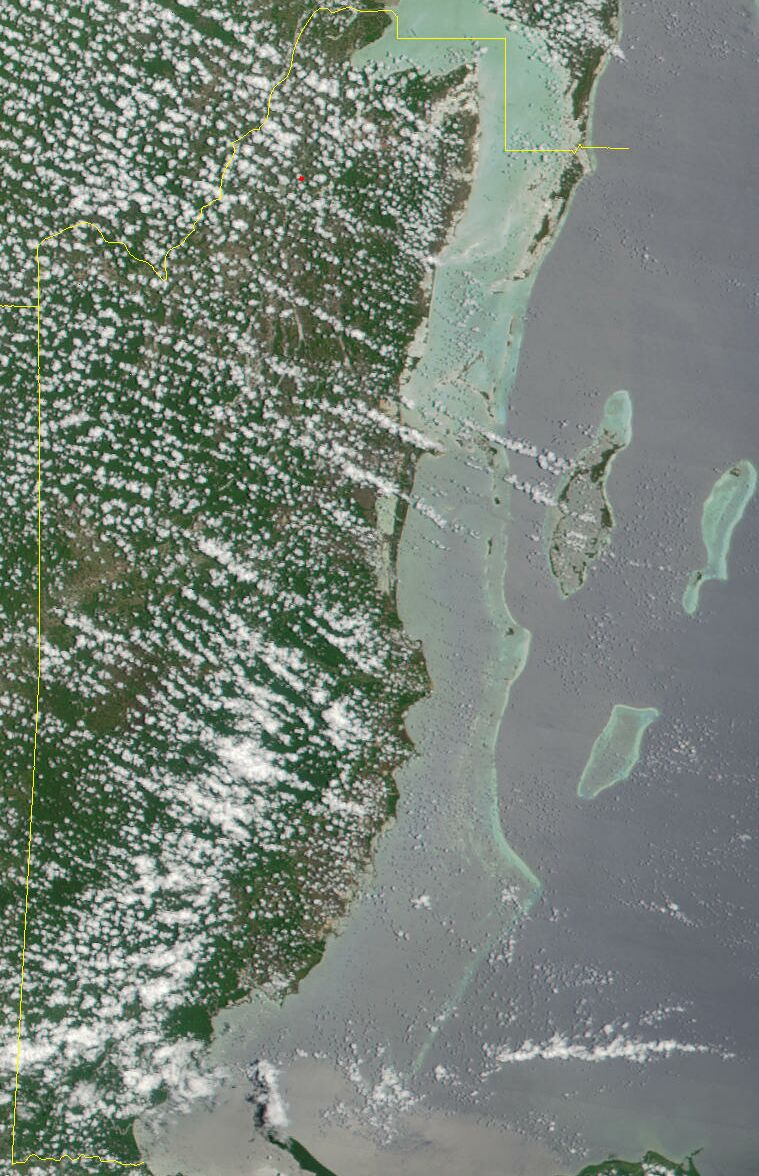
El gran arrecife coralino es claramente visible a lo largo de la costa Beliceña.

Una grande parte del arrecife está protegida por el Sistema de Reservas de la Barrera del Arrecife de Belice, que incluye siete reservas marítimas, 450 cayos, y tres atolones. Esto totaliza un total de 960 km² de superficie, incluyendo:
- Glover's Reef Marine Reserve
- El Gran agujero azul
- Half Moon Caye Natural Monument
- Hol Chan Marine Reserve
- Y los cayos de: Cayo Ambergris, Caye Caulker, Caye Chapel, Cayo San Jorge, English Caye, Rendezvous Caye, Gladden Caye, Ranguana Caye, Long Caye, Maho Caye, Blackbird Caye, Three Coner Caye.

Por causa de su excepcional belleza natural, por sus procesos ecológicos y biológicos, y que contiene los más importantes hábitats para la conservación de diversidad biológica (criterios VII, IX, y X), el Sistema de la Reserva ha sido elevado a la categoría de Patrimonio de la Humanidad en el año 1996.
A pesar de estas medidas protectoras, el arrecife está amenazado por la contaminación oceánica, el turismo incontrolado, el tráfico marítimo y la pesca. Los huracanes, el calentamiento global y el incremento de la temperatura del océano son otras amenazas significativas. Estas son las causas del blanqueo de coral, desde 1998 un 40% del arrecife de coral de Belice ha sido afectado por este fenómeno. Debido a esto, el Comité de la Unesco decidió incluirlo en 2009 en la lista de Patrimonio de la Humanidad en peligro.